# Ana Maria Tahan
Ana Maria Tahan (São Paulo, 1953?) é uma jornalista brasileira formada pela Escola de Comunicação da USP. Especialista em política e economia, atualmente, é editora-chefe do Jornal do Brasil.
A jornalista é neta da poetisa goiana Cora Coralina por parte de sua mãe, Vicência Tahan.

## Carreira
Ana Maria Tahan estagiou durante os anos de faculdade na editoria de economia da Folha de S.Paulo. Após se bacharelar em comunicação social em 1975, foi então convidada a trabalhar no Jornal do Brasil de São Paulo e lá ficou de 1977 a 1988. Nesse mesmo ano atuou por quatro meses na TV Cultura, indo em seguida para o jornal O Estado de S. Paulo.
A jornalista atuou também nas emissoras RecordTV, Gazeta, CNT e na revista Época. Teve também participação na campanha de Marta Suplicy para a prefeitura de São Paulo, bem como na de Geraldo Alckmin.
Tahan foi uma das convidadas frequentes do quadro «As meninas do Jô», no Programa do Jô, ao lado do anfitrião Jô Soares e de jornalistas como Cristiana Lôbo, Lilian Witte Fibe e Cristina Serra.